# Rolls-Royce Motors
Rolls-Royce Motors — подразделение британской компании Vickers (Vickers-Armstrongs, Limited), производившее престижные автомобили под маркой «Rolls-Royce».
4 февраля 1971 года Rolls-Royce Limited, компания — производитель автомобилей и авиадвигателей, существовавшая с 1904 года, была официально объявлена банкротом. Однако её, как национальное достояние, спасло британское правительство, вложив в дело около 250 млн долл.; при этом автомобильное подразделение было отделено от компании и превратилось в Rolls-Royce Motors.
В 1998 г. владельцы концерна решили избавиться от активов «Rolls-Royce Motors», и фирма была продана немецкому автопроизводителю «BMW» (см. Rolls-Royce Motor Cars).

## Модели
- Rolls-Royce Phantom

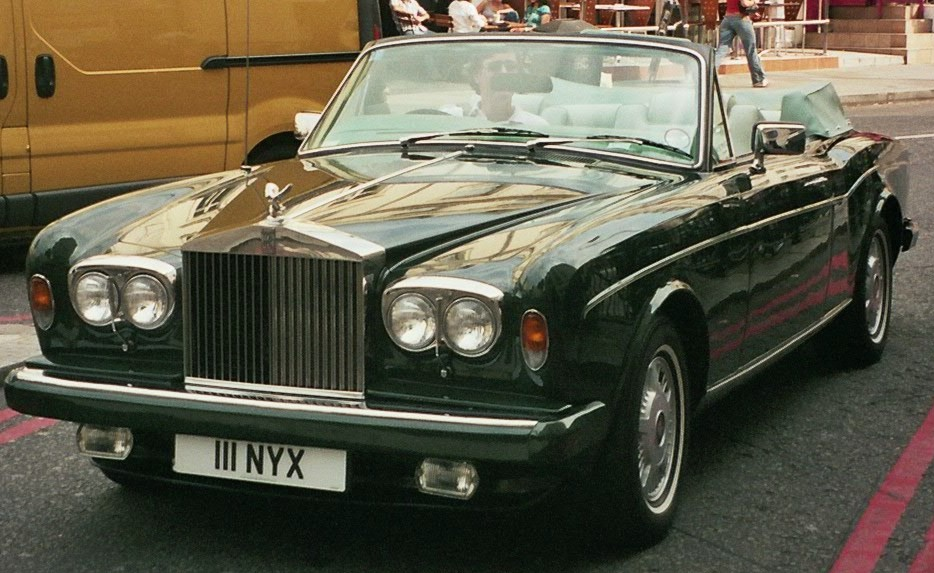
Rolls-Royce Corniche

- Rolls-Royce Corniche («Корниш») был разработан в 1971 году. Двухдверный престижный кабриолет. Модель производилась до 1995 года.

- Rolls-Royce Camargue («Камарк») стал в 1975 году первым серийным автомобилем компании, разработанный иностранными конструкторами.

- Rolls-Royce Silver Wraith II («Серебряный призрак») была представлена в 1977 году на автомобильной выставке в Женеве. Четырёхдверный лимузин имел V-образный восьмицилиндровый двигатель (6,75 л) и несущий кузов.

- Rolls-Royce Silver Spirit («Серебряный дух») выпущенный в 1982 году, оснащён двигателем V8 (как считают специалисты — не без влияния представительских автомобилей «Кадиллак»).

- Rolls-Royce Silver Spur («Серебряная Шпора») выпускался параллельно модели Rolls-Royce Silver Spirit. Эта модель являлась наиболее популярным автомобилем Rolls-Royce в США.

- Rolls-Royce Park Ward — лимузин с 6—7-местным кузовом (тем не менее, в официальных каталогах модель позиционируется как «седан»), предназначен только для представительских целей. Впервые Park Ward был представлен на Международном автосалоне во Франкфурте в сентябре 1991 года.

- Rolls-Royce Flying Spur («Летящая Шпора») — модель была выпущена в 1994 году, к 90-летию компании, ограниченной серией в 50 автомобилей. Является модернизированным вариантом Rolls-Royce Silver Spur.

- Rolls-Royce Silver Dawn — это новое название, данное хорошо известной модели Silver Spirit в конце 1996 года после проведения очередной модернизации.

- Rolls-Royce Silver Spur II Touring Limousine являлся самой престижной моделью компании Rolls-Royce. Годовое производство не более 25 штук. Автомобиль стоимостью под 300 тыс. долл. по карману только очень состоятельным джентльменам.

- Rolls-Royce Silver Seraph, дебютировавший на международной автомобильной выставке в Женеве в 1998 году, стал первой принципиально новой моделью компании за более чем 18 лет. Эта модель разрабатывалась Rolls-Royce с 1994 года и должна была заменить Rolls-Royce Silver Dawn.